# Gåsholmens naturreservat
Gåsholmens naturreservat är ett naturreservat i Uppsala kommun i Uppsala län.
Området är naturskyddat sedan 2003 och är 25 hektar stort. Reservatet ligger väster om Velången på mark som varit myrmark och som besår av granskog med inslag av lövträd och våtmark vid stranden av sjön. 